# Jamides aleuas
Jamides aleuas is een vlinder uit de familie van de Lycaenidae. De wetenschappelijke naam van de soort is voor het eerst gepubliceerd in 1865 door Cajetan Freiherr von Felder en Rudolf Felder.

## Verspreiding
De soort komt voor in Nieuw-Guinea en Australië.

## Ondersoorten
- Jamides aleuas aleuas (C. & R. Felder, 1865)
  - = Lampides aleuas Fruhstorfer, 1916
- Jamides aleuas alcas (C. & R. Felder, 1865)
  - = Lycaena alcas C. & R. Felder, 1865
  - = Lampides aleuas arcas Fruhstorfer, 1916
- Jamides aleuas coelestis (Miskin, 1891)
  - = Danis coelestis Miskin, 1891
  - = Cupido coelestis (Miskin, 1891)
- Jamides aleuas sarsina (Fruhstorfer, 1916)
  - = Lampides aleuas sarsina Fruhstorfer, 1916
  - = Lampides sarsina Fruhstorfer, 1916
- Jamides aleuas pholes (Fruhstorfer, 1916)
  - = Lampides aleuas pholes Fruhstorfer, 1916
- Jamides aleuas nitidus Tite, 1960
- Jamides aleuas jobiensis Tite, 1960